# فيرخنيايا ماكساكوفكا
فيركنيايا ماكساكوفكا (بالروسية: Верхняя Максаковка) هي مدينة في جمهورية كومي في روسيا.
يبلغ عدد سكانها حوالي 3978 نسمة.

## أعلام
- فلاديمير نيكيتين